# 横浜市立荏田東第一小学校
横浜市立荏田東第一小学校（よこはましりつ えだひがしだいいちしょうがっこう）は、神奈川県横浜市都筑区荏田東3丁目にある公立小学校。

## 概要
1983年（昭和58年） 9月2日に荏田小学校から分離開校した。 1988年（昭和63年）9月1日、学区変更により茅ヶ崎小学校に児童37名が移籍した。1999年（平成11年）4月1日、つづきの丘小学校開設にともない学区を変更した。

## 沿革
（この節の出典）
- 1982年（昭和57年）10月12日 - 開校準備委員会開催（この日を開校記念日とする）
- 1983年（昭和58年）
  - 9月2日 - 開校式、開校宣言、荏田小学校より独立
  - 12月19日 - 一般募集により校章決定
- 1984年（昭和59年）3月10日 - 校旗制定発表会
- 1986年（昭和61年）12月20日 - 校歌制定（作詞：木下龍太郎、作曲：荒井英一）
- 1988年（昭和63年）9月1日 - 学区変更により茅ヶ崎小学校に児童37名移籍
- 1990年（平成2年）
  - 4月1日 - 横浜市徳育実践推進校の指定（平成2年 - 3年）
  - 6月1日 - 校舎増築（普通教室6、図工室1、第二理科室1、 視聴覚室1、多目的ホール）
- 1991年（平成3年）1月22日 - 横浜市「学校5日制施行」協力校に指定
- 1992年（平成4年）1月20日 - 横浜市「学校5日制施行」研究協力校としての委嘱を受ける
- 1993年（平成5年）10月2日 - 広報誌コンクール優良校
- 1996年（平成8年）4月1日 - 親と子の体力づくり推進校に指定
- 1997年（平成9年）
  - 3月 - 教室増設工事完成（D棟3ホール）
  - 4月1日 - 横浜市福祉教育実践推進校に指定
  - 4月21日 - 第1回荏田東小学校第二方面校開校準備委員会開催
- 1998年（平成10年）
  - 3月 - 教室増設工事完成（D棟2ホール）
  - 4月1日 - 横浜市福祉教育実践校に指定される、防災医療拠点校として保冷庫・医療品搬入
  - 7月7日 - 第1回つづきの丘小学校開校準備委員会開催
- 1999年（平成11年）4月1日 - つづきの丘小学校開設にともない学区変更、 障害児学級開設（現在の個別支援学級）、 ランチルーム開設
- 2000年（平成12年）
  - 6月 - はまっこふれあいスクール開設
  - 8月 - 「今、この瞬間〜未来を感じて〜」 ゆめはまスポーツフェスタ2000テーマソングに選ばれる
- 2001年（平成13年）5月 - 通級指導教室開設
- 2004年（平成16年）4月1日 - 学校評価システム研究モデル校に指定
- 2005年（平成17年）3月 - スクールガード設置
- 2007年（平成19年）4月1日 - 児童指導体制モデル校
- 2013年（平成25年）10月12日 - 創立30周年記念式典・祝賀会

## 通学区域
- 横浜市都筑区
  - 荏田東3丁目、荏田南4丁目、荏田南5丁目[2]

## 進学先中学校
- 公立学校は、 横浜市立荏田南中学校[2]

## 学区内の主な施設
- 横浜荏田東郵便局
- 都筑警察署荏田東交番
- 鴨池公園

## 交通
- 横浜市営地下鉄ブルーライン、グリーンライン センター南駅から徒歩約20分